# جودي غانز
جودي غانز (بالإنجليزية: Judy Gans)‏ هو لاعب كرة قاعدة أمريكي، ولد في 16 يوليو 1886 في واشنطن في الولايات المتحدة، وتوفي في 13 فبراير 1949 في فيلادلفيا في الولايات المتحدة.